# Ile-Ife
Ile-Ife  (Joruba: Ifè, také Ilé-Ifẹ̀) je starobylé jorubské město v jihozápadní Nigérii. Nachází v dnešním státě Osun a leží asi 218 kilometrů severovýchodně od Lagosu, žije zde 509 813 obyvatel. Ilé-Ife je celosvětově proslulé svými starodávnými naturalistickými bronzovými, kamennými a terakotovými sochami, které jsou datovány mezi lety 1200 a 1400 n. l.

## Legenda o stvoření
Podle tradice jorubského náboženství bylo Ife založeno na příkaz nejvyššího boha Olodumare. Ten nařídil svému zástupci na zemi Obatalovi, aby stvořil Zemi a osídlil ji lidmi. Obatala ale na své cestě našel palmové víno, které vypil a opil se. Proto se úkolu ujal jeho mladší bratr Oduduwa, vzal tři předměty stvoření, spustil se po řetězu z nebe, a hodil hrst země na prvotní oceán. Na hrst země pak posadil kohouta, ten ji rozprášil a tím se vytvořila souš, na které bylo vystavěno město Ile-Ife. Oduduwa vyhloubil v nově vytvořené zemi jamku, do ní zasadil palmovou snítku a z té vyrostl velký strom se šestnácti větvemi jako symbolické znázornění klanů raného městského státu Ife. Protože Oduduwa sebral svému bratrovi akt stvoření, stali se z nich nepřátelé. Oduduwa založil dynastii a synové a dcery této dynastie se stali vládci mnoha dalších království v zemi Jorubů. První jorubský král Ife Ooni je potomkem Oduduwy a stal se 401. Orisha. Město je známo jako sídlo 401 božstev, Ife je domovem mnoha uctívačů těchto božstev a je místem, kde se běžně tato božstva oslavují konáním festivalů. Obatala je v moderní době znovu oslavován kultovními skupinami obou klanů během novoročního festivalu Itapa. Oduduwa stal předkem prvního božského krále Yorubů.

## Zakládání dalších království v regionu
Oduduwa měl syny, dcery a vnuky, kteří pokračovali v zakládání vlastních království a říší, jmenovitě Ila Orangun, Owu, Ketu, Sabe, Egba, Popo a Oyo. Nejmladší syn Oduduwy Oranmiyan se stal dědicem trůnu svého dědečka, byl jedním z hlavních ministrů svého otce a dohlížel na rodící se království Benin. Království Benin, také známé jako království Edo nebo Beninská říše bylo království v západní Africe v dnešní jižní Nigérii. (Nesmí být zaměňována s Beninem, současným národním státem. Hlavním městem Beninského království byl Edo, nyní známé jako Benin City ve státě Edo. Beninské království bylo „jedním z nejstarších a nejvyspělejších států pobřežního zázemí západní Afriky“, bylo vytvořeno kolem 11. století n. l.“ a trvalo až do roku 1897, kdy bylo území připojeno k britskému impériu.) Když se Oranmiyan vrátil do Ile-Ife, po období služby a exilu v Beninu, zanechal po sobě dítě jménem Eweka, které mezitím měl s domorodou princeznou v Beninu. Mladý chlapec se stal prvním legitimním vládcem a zakladatelem druhé dynastie Edo, která od té doby až dodnes vládne území nazývaném nyní Benin. Oranmiyan později založil říši Oyo, která se rozkládala od západních břehů řeky Niger po východní břehy řeky Volty. Království bylo jedno z nejmocnějších středověkých afrických států až do jeho zhroucení v 19. století.

## Tradice
Oòni (neboli král) Ife je potomkem boha Oduduwy a mezi jorubskými králi se počítá jako první. Tradičně je považován za 401. ducha (Orisha), jediného, kdo mluví. Královská dynastie Ife datuje své počátky do časů založení města, více než deset tisíc let před narozením Ježíše Krista. Současným vládcem je Jeho císařské Veličenstvo Oba Enitan Adeyeye Ogunwusi (Ojaja II). Oóni nastoupil na svůj trůn v roce 2015. Po vytvoření kongresu Yoruba Orisha v roce 1986 získal Oóni mezinárodní status, jaký držitelé tohoto titulu od kolonizace města Brity neměli. Z národního hlediska byl královský palác stavbou postavenou ze smaltovaných cihel a zdobený uměleckými porcelánovými dlaždicemi s nejrůznějšími ornamenty. V současné době se jedná o modernějšíbudovu. Současný Oóni, Oba Adeyeye Enitan Ogunwusi Ojaja II, Oóni z Ife, (narozený 17. října 1974), je nigerijský ministr financí a 51. Oóni z Ife. Je nástupcem zesnulého Oba Okunade Sijuwade (Olubuse II), který byl 50. Ooni z Ife, a který zemřel 28. července 2015.

## Jorubské umění
Jorubské umění bylo vysoce vyvinuté už před tisíci lety. Umění Ife interpretuje lidskou postavu s mimořádným naturalismem. Níže zobrazená hlava představuje Oóni, neboli krále Ife. Přesný účel rýhování na obličeji soch není znám - pravděpodobně sloužil ke zdůraznění jemného modelování rysů obličeje. Nalezené sošky pocházejí z 12. až 16. století n. l.

Ukázka umění národa jorubů
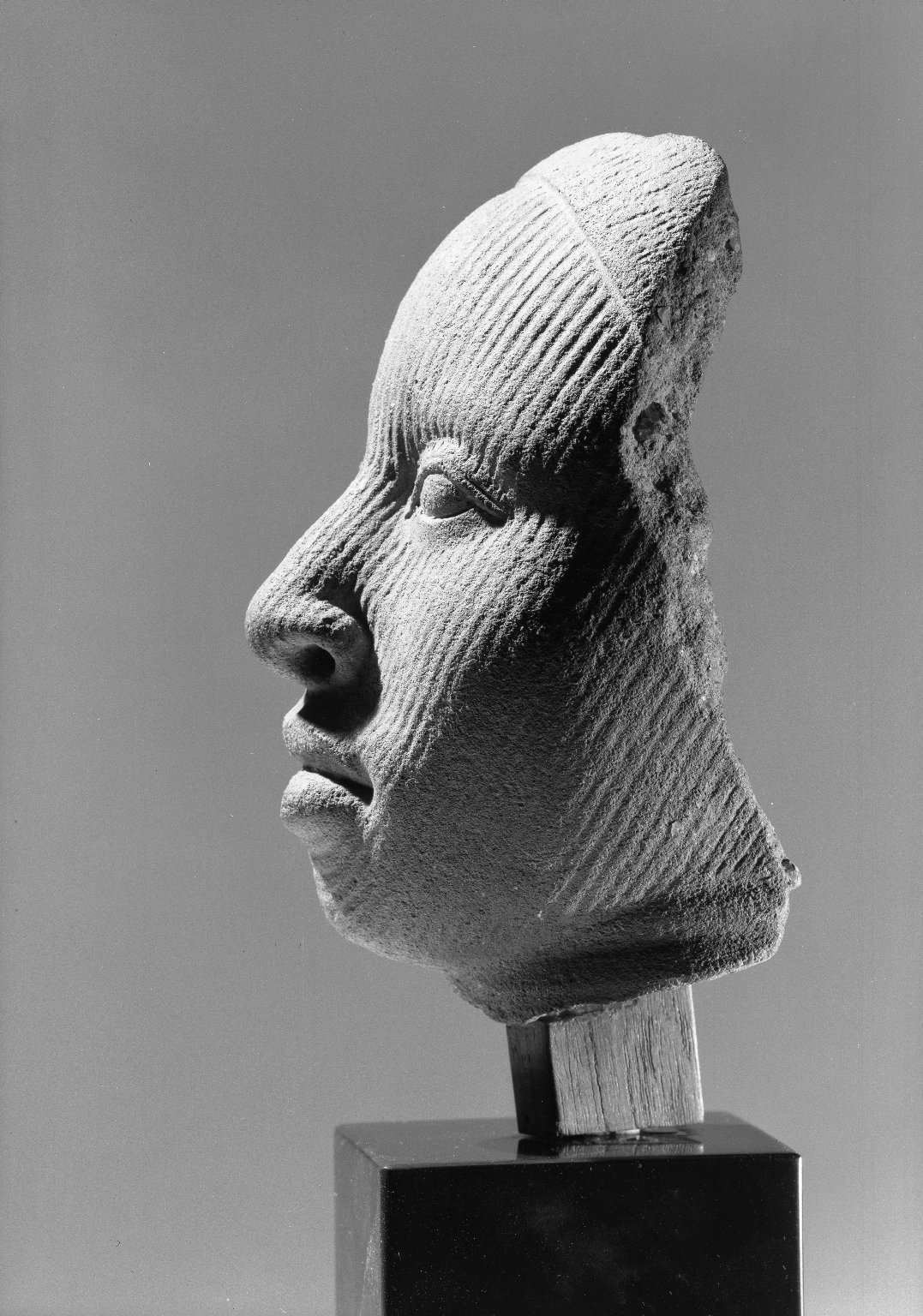
Fragment hlavy krále Ooni, 12. až 16. století
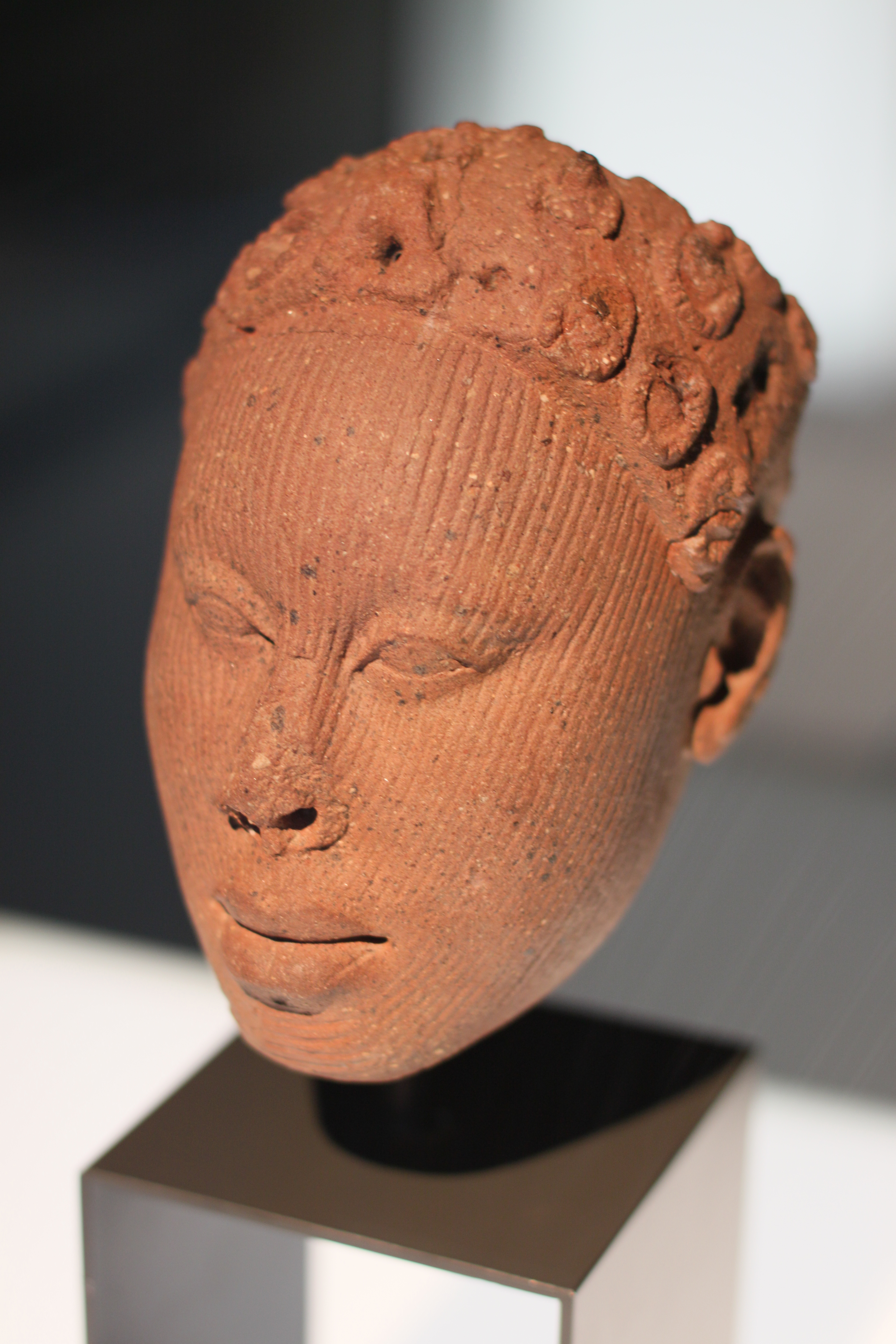
Ife, 12.až 15. století, terakotová hlava
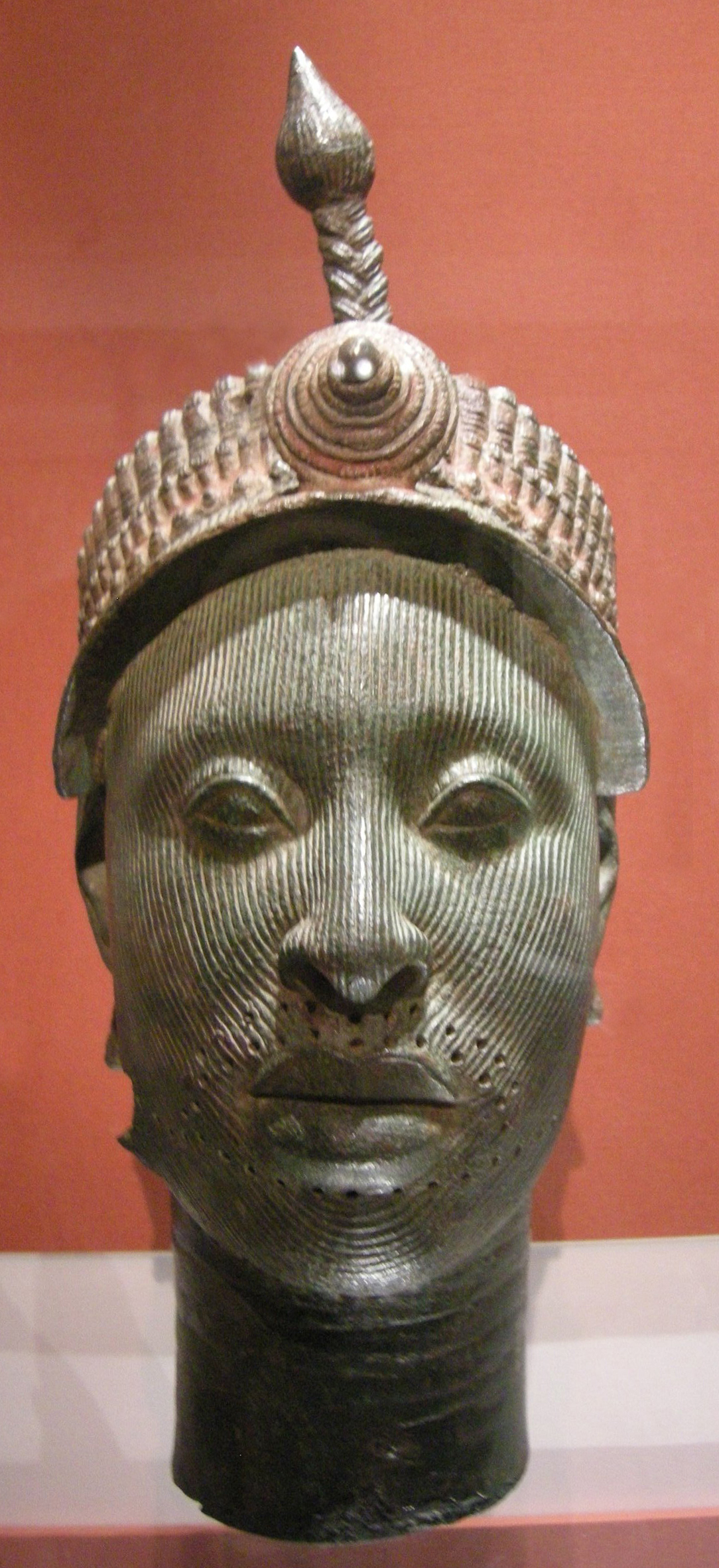
Hlava s královskou korunou
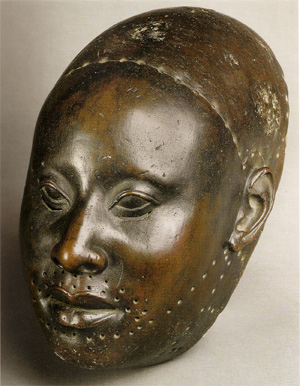
Měděná maska krále Obalufona, Ife, Nigérie, c. 1300 n. l.
Solomonův uzel, znak jorubského království

## Náboženství a tradice
Ife je známé jako město 401 božstev (také známé jako irumole nebo orishas). Říká se, že každý den v roce tradiční věřící slaví svátek jednoho z těchto božstev. Oslavy často trvají déle než jeden den a zahrnují jak kněžské činnosti v paláci, tak divadelní dramatizace ve zbytku království. Král se v historii na veřejnosti objevoval pouze během každoročního festivalu Olojo (oslava nového úsvitu). Mezi další významné festivaly patří festival Itapa pro Obatalu a Obameri, festival Edi pro Moremi Ajasoro a maškarády Igare.

## Historie umění
Králové a bohové byli často zobrazováni s velkými hlavami, protože umělci věřili, že Ase vnitřní síla a energie člověka, má své sídlo v hlavě. Jedním z nejlépe zdokumentovaných postav je král Obalufon II., o kterém se říká, že vynalezl odlévání z bronzu a je poctěn v podobě naturalistické měděné masky v životní velikosti.
Mezi 12. a 14. stoletím dosáhlo město značné velikosti s domy s čistými chodníky. Ilé-Ifè je celosvětově známé svými starodávnými a naturalistickými sochami z bronzu, kamene a terakoty. Vrcholu uměleckého vyjádření dosáhlo mezi lety 1200 a 1400 n. l. V období kolem roku 1300 n. l. vyvinuli umělci v Ife rafinovanou a naturalistickou sochařskou tradici ve zpracování terakoty, kamene a slitiny mědi - měď, mosaz a bronz - z nichž mnohé se zdají být vytvořeny v době vlády krále Obalufona II., muže, který je dnes identifikován jako jorubské božstvo a je patronem mosazného odlévání, tkaní a výroby královských znaků. Po tomto období výroba upadla, protože politická a ekonomická moc se přesunula do nedalekého království Benin, které se, podobně jako jorubské království Oyo, rozvinulo v centru říše.
Bronzové a terakotové umění vytvořené touto civilizací jsou významnými příklady naturalismu v předkoloniálním africkém umění a vyznačují se různými variacemi v královských znacích, regálích, vzorech zdobení obličeje a proporcemi těla. Ile-ife bylo také proslulé skleněnými korálky, které byly nalezeny na místech tak vzdálených jako je Mali, Mauretánie a Ghana.

## Archeologie
Byly zde objeveny dmychadla, vhánějící vzduch do pece, kamenné nástroje a fragmenty zdobené keramiky, které byly vykopány v Iyekere. Bylo také objeveno dřevěné uhlí používané při procesu tavení a zbytky železné strusky.
Tavení železa se vyskytovalo v oblasti Ife. Výnos a účinnost byly poměrně vysoké, protože proces tavení železa poskytl téměř 80 procent oxidu železa. I když je zapotřebí více výkopů k získání přesnějšího odhadu stáří místa tavení, lze jej přibližně odhadnout na pozdní dobu železnou.
Igbo Olokun, také známý jako Olokun Grove, může být jedním z prvních středisek výroby skla v západní Africe. Sklo se zde vyrábělo možná už v 11. století, ne-li dříve, jedenácté až patnácté století bylo vrcholem výroby skla (podle Babaloly). Sklo s vysokým obsahem vápna a s vysokým obsahem oxidu hlinitého (HLHA) a s nízkým obsahem vápna, s vysokým obsahem oxidu hlinitého (LLHA) jsou odlišné druhy, které byly vyvinuty pomocí místních receptur, surovin a technologií. Přítomnost skleněných korálků HLHA objevených v západní Africe (např. Igbo-Ukwu na jihu Nigérie, Gao a Essouk v Mali a Kissi v Burkina Faso), koncem 9. století n. l. ukazuje širší význam tohoto skla pro celý region a prokazuje jeho důležitost pro obchod. (např. pro transsaharský obchod či pro obchod transatlantický.) Skleněné korálky sloužily jako „měna pro vyjednávání politické moci, hospodářských vztahů a rozvoj kulturních a duchovních hodnot“ pro „Yorubu, západní Afriku, a africká diasporu.“
V Osun Grove přetrvávala výrazná technologie výroby skla do sedmnáctého století.

## Vláda
Hlavní město Ife je rozděleno do dvou oblastí místní správy: Ife East se sídlem v Oke-ogbo a Ife central v Ajebandele. Obě místní vlády se skládají z celkem 21 politických oddělení. Město má odhadovanou populaci 355 813 lidí.

## Geografie
7° 28' severní šířky a 7° 45' severní šířky a 4° 30' východní délky a 4° 34' východní délky. Ile-Ife je venkovská oblast s osadami, kde se obyvatelé převážně věnují zemědělství. Ife má zvlněný terén podložený metamorfovanými horninami a charakterizovaný dvěma typy půd, hlubokými jílovitými půdami na horních svazích a písčitými půdami ve spodních částech. Leží v klimatickém pásmu tropické savany západní Afriky. Má průměrné srážky trvající obvykle od března do října a průměrnou relativní vlhkost 75% až 100%. Ife leží na východ od města Ibadan a je s ním spojena po dálnici Ife-Ibadan; má spojení také s Osogbou a dalšími městy je Ede, Ondo a Ilesha. Existuje řeka Opa s nádrží, která slouží jako úpravna vody pro univerzitu Obafemi Awolowo University (OAU).

## Ekonomika
Univerzity v IFE jsou v Nigérii velmi dobře známé, jako například Obafemi Awolowo University dříve University of Ife. Má také muzea, jako je Natural History Museum of Nigeria. Ife je domovem regionálního zemědělského centra s oblastí produkující zeleninu, obilí kakao, tabák a bavlnu. Je zde také několik obchodních center, například Oja Titun nebo Odo-gbe s přibližně 1 500 obchody.